# Jan Wuytens
Jan Wuytens (Hasselt, 9 giugno 1985) è un ex calciatore belga, di ruolo difensore.